# روبرت بيرير
روبرت بيرير (بالفرنسية: Robert Perrier)‏ هو شخصية أعمال فرنسي، ولد في 1 يوليو 1898 في باريس في فرنسا، وتوفي بنفس المكان في 19 أبريل 1987.